# Gilbert Mitterrand
Gilbert Mitterrand (* 4. Februar 1949 in Boulogne-Billancourt, Frankreich) ist ein französischer Politiker und Produzent. Er ist der zweite Sohn des früheren Staatspräsidenten François Mitterrand.

## Leben und Wirken
Mitterrand ist der Sohn des früheren französischen Staatspräsidenten und hat auch längere Zeit an dessen Seite als sein Berater gearbeitet. Seine Kindheit verbrachte er überwiegend in Paris, wo auch sein Vater arbeitete. Ansonsten verbrachte er viel Zeit mit seinem Bruder Jean-Christophe und seiner Mutter Danielle in Marseille, wo auch heute noch ein großer Teil seiner Familie lebt.
Er absolvierte seine schulische Laufbahn zunächst in Marseille und wechselte dann an die École nationale supérieure des télécommunications (ENST) in Paris. Die ENST ist eine renommierte Eliteschule im Bereich der Beratungs- und Entwicklungsforschung, an der er sein Studium erfolgreich abschloss. Von Juni 1981 bis April 1993, dann von Juni 1997 bis Juni 2002 war er zunächst für den 9., dann für den 10. Wahlkreis des Départements Gironde gewählter Abgeordneter der sozialistischen Partei (PS) im französischen Parlament, wo er seinen Vater, François Mitterrand, unterstützte. Er war im Kultur- und Sozialausschuss, später im Finanzausschuss tätig. Zudem war er von 1997 bis 2002 Vertreter in der Parlamentarischen Versammlung des Europarates. Heute ist er überwiegend als Filmproduzent und Autor tätig. Zusammen mit seinem Cousin, Frédéric Mitterrand, veröffentlichte er mehrere, zum Teil autobiografische Werke. Von 1989 bis November 2011 war Mitterrand Bürgermeister der Stadt Libourne.
Gilbert Mitterrand ist mit der französisch-englischen Produzentin Anna-Sarah Chevallier verheiratet und hat vier Kinder.